# Saint-Hilaire-sur-Erre
Saint-Hilaire-sur-Erre ist eine französische Gemeinde mit 486 Einwohnern (Stand: 1. Januar 2022) im Département Orne in der Region Normandie. Sie gehört zum Arrondissement Mortagne-au-Perche und zum Kanton Ceton.

## Geografie
Der Namenszusatz ist vom Flüsschen Erre, einem Zufluss der Huisne, abgeleitet.
Nachbargemeinden sind Perche en Nocé im Nordwesten, Berd’huis im Nordosten, Nogent-le-Rotrou im Osten und Val-au-Perche im Süden und Westen.

## Bevölkerungsentwicklung
| Jahr      | 1962 | 1968 | 1975 | 1982 | 1990 | 1999 | 2008 | 2015 |
| --------- | ---- | ---- | ---- | ---- | ---- | ---- | ---- | ---- |
| Einwohner | 416  | 377  | 399  | 421  | 460  | 520  | 596  | 533  |

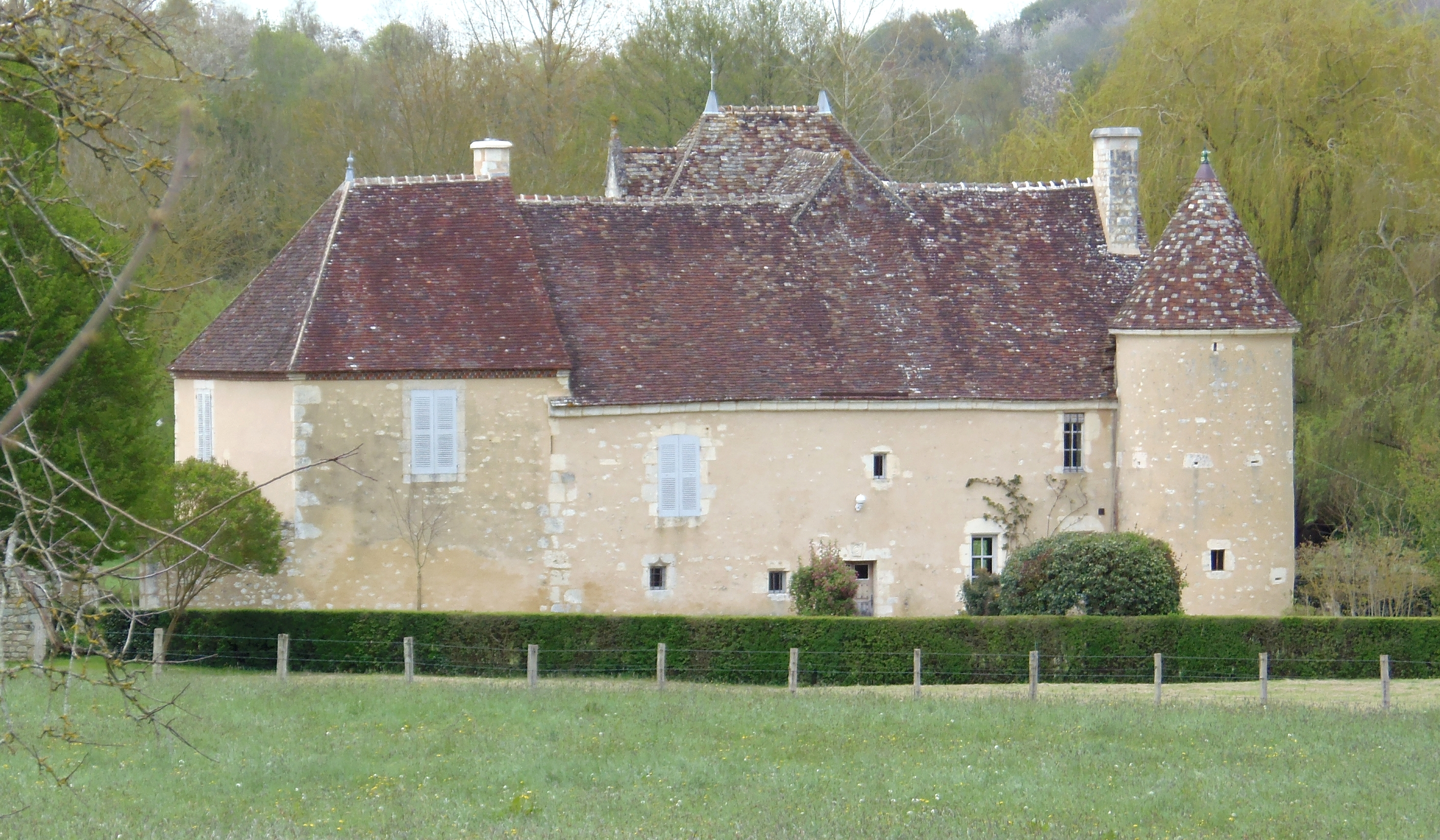
Schloss von Saint-Hilaire-sur-Erre
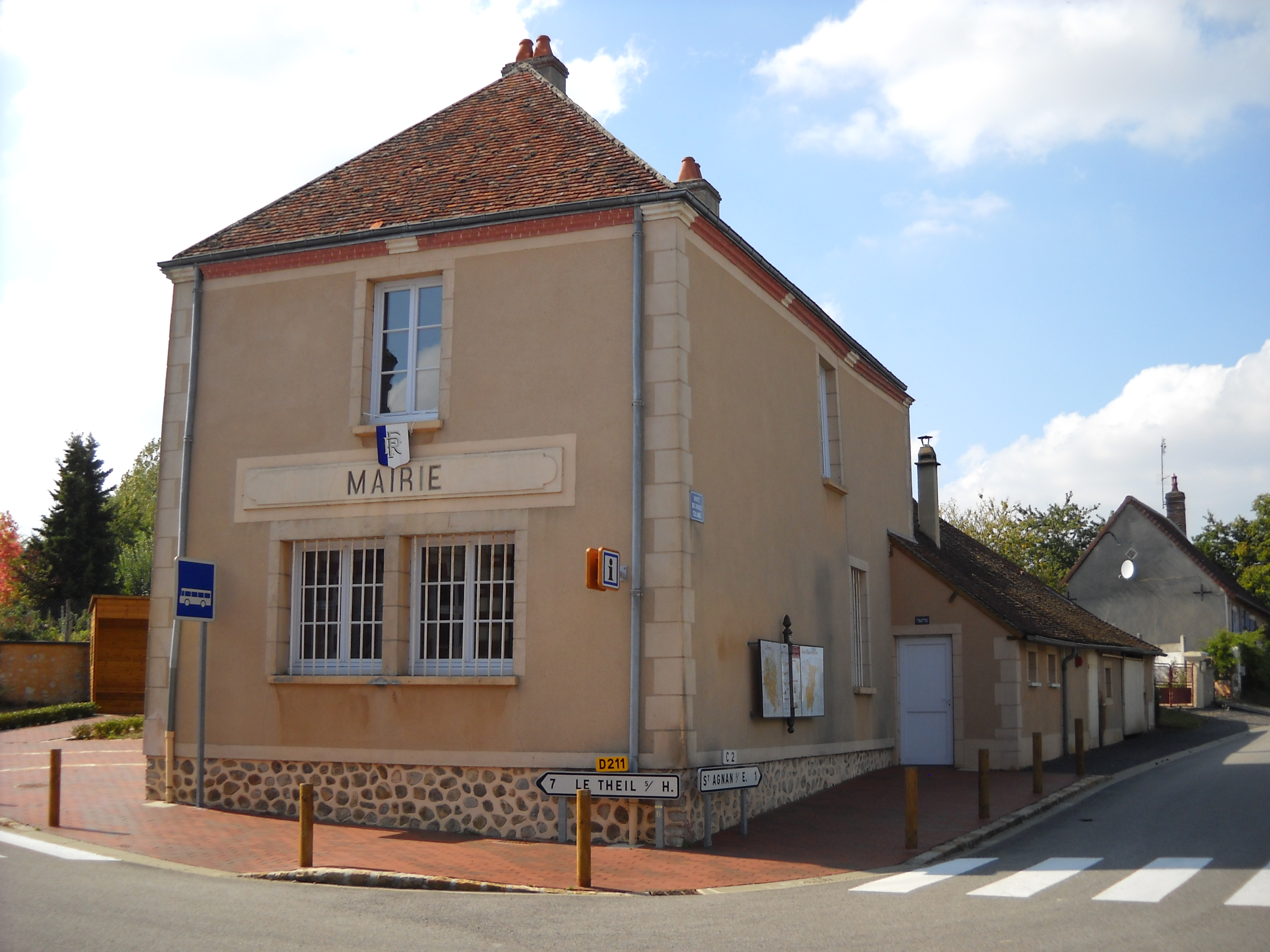
Mairie Saint-Hilaire-sur-Erre